# Pilémenes
En la mitología griega, Pilémenes (en griego antiguo: Πυλαιμένης/ Pulaiménês), jefe de los paflagonios, fue un combatiente troyano de la guerra de Troya, y personaje de la Ilíada.
Es mencionado repetidamente como líder de los guerreros venidos de Paflagonia. Tuvo un hijo, Harpalión, que murió a manos de Meríones. Fue matado por Menelao, mientras que su auriga Midón fue abatido por Antíloco.
Sin embargo, en el canto XIII, Pilémenes vuelve al combate a recoger el cadáver de su hijo, despojado por los griegos, para conducirlo a Troya.
Homero no precisa la filiación de Pilémenes, pero otros mitógrafos dan como nombre de su padre a Bilsates o Melio.